# وريد وداجي ظاهر
الوريد الوداجي الظاهر (بالإنجليزية: External jugular vein)‏ هو الوريد الذي يستقبل الجزء الأكبر من الدم من الخارج من الجمجمة والأجزاء العميقة من الوجه، والتي يتم تشكيلها بواسطة تقاطع التقسيم الخلفي من الوريد الوجهي الخلفي مع الوريد الأذني الخلفي.

## البناء
يبدأ في جوهر الغدة النكافية، على مستوى بزاوية الفك السفلي، ويمتد عموديًا أسفل الرقبة، في اتجاه خط مرسوم من زاوية الفك السفلي إلى منتصف الترقوة السطحية إلى العضلة القصية الترقوية الحلمية.
في مساره، يعبر العضلة القصية الترقوية الحلمية بشكل غير مباشر، وفي المثلث تحت الترقوة يثقب اللفافة الرقبية العميقة، وينتهي في الوريد تحت الترقوة الجانبي أو من الأمام من العضلات الأخمعية، يخترق سقف المثلث الخلفي.
يتم فصله عن العضلة القصية الترقوية الحلمية بواسطة طوق في اللفافة العميقة، وهو مغطى بعضلة جلدية واللفافة السطحية وغشاء؛ يعبر عصب جلدي عنقي، ونصفه العلوي يعمل بالتوازي مع العصب السمعي الكبير.

### الصمامات
زود مع اثنين من أزواج من الصمامات، يتم وضع الزوج السفلي عند مدخله إلى الوريد تحت الترقوة، الجزء العلوي في معظم الحالات حوالي 4 سم فوق الترقوة. غالبًا ما يتم توسيع جزء الوريد بين مجموعتي الصمامات، ويسمى الجيب.
هذه الصمامات لا تمنع عودة الدم، أو مرور الحقن من أسفل إلى أعلى.

### الاختلاف
يختلف الوريد الوداجي الظاهر في الحجم، حيث يحمل نسبة عكسية إلى الأوردة الأخرى في الرقبة، ويكون أحيانًا ضعف.

## الوظيفة
يستقبل هذا الوريد القذالي أحيانًا، والوريد الوداجي الظاهر الخلفي، وقرب نهايتها، الأوردة الوداجية المستعرضة، والكتفية المستعرضة، والأمامية؛ في جوهر الغدة النكافية، ينضم إليه فرع كبير من التواصل من الوريد الوداجي الباطن.
الوريد الوداجي الظاهر يستنزف في الوريد تحت الترقوة الجانبي لتقاطع الوريد تحت الترقوة والوريد الوداجي الباطن.

## الأهمية السريرية
الوداجي الظاهر هو وريد كبير يستخدم في طب ما قبل دخول المستشفى للوصول إلى الوريدية عندما يتعذر على المسعف العثور على وريد محيطي آخر. يستخدم بشكل شائع في السكتة القلبية أو الحالات الأخرى التي لا يستجيب فيها المريض بسبب الألم المرتبط بالإجراء. في السكتة القلبية باستخدام هذا الوريد لديه ميزة أن المسعف يمكن أن يبقى في الرأس وينبب المريض كذلك. على الرغم من أن العديد من فني طب الطوارئ والمسعفين يستخدمون هذا الوريد، إلا أن جمعية القلب الأمريكية لا تزال توصي باستخدام الوريد الرأسي.

## صور إضافية

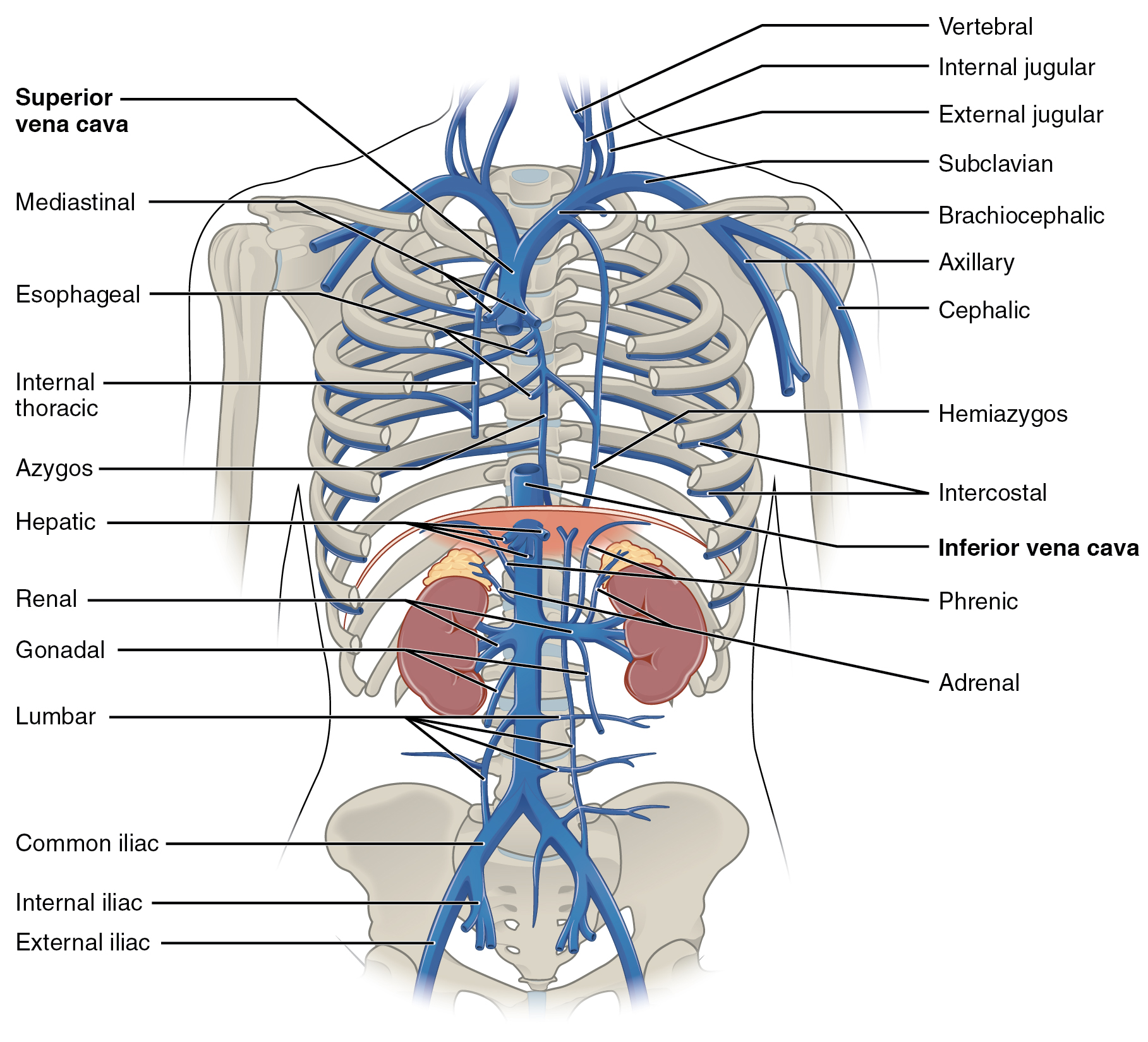
الأوردة في المناطق الصدرية والبطن
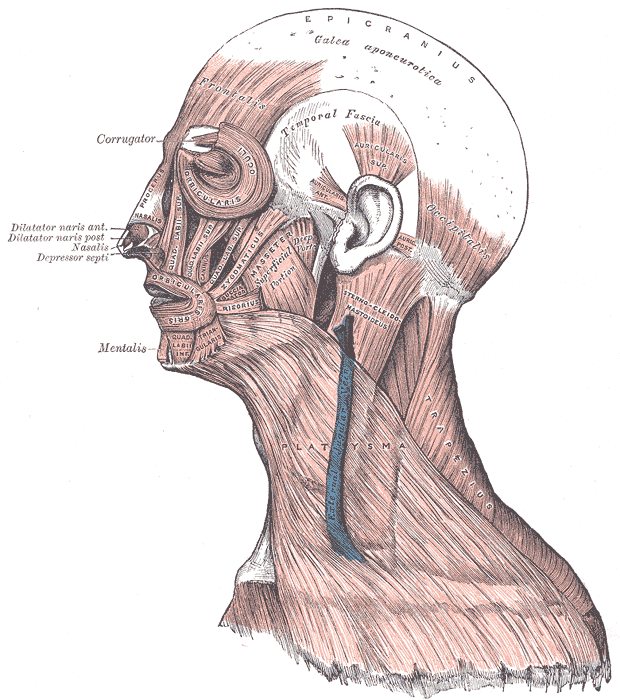
عضلات الرأس والوجه والعنق.
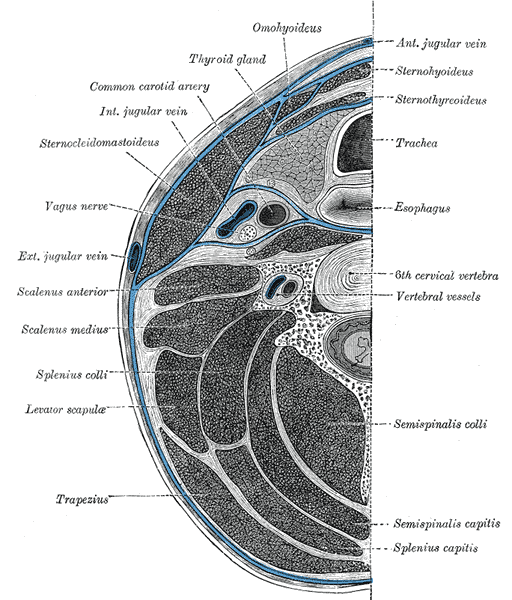
مقطع من الرقبة عند حوالي مستوى فقرة العنق السادسة.
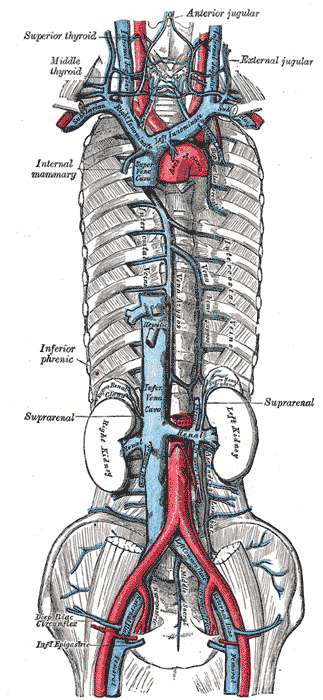
الوريد الأجوف ووريد الفرد، مع روافدهم.